# 6 Heures du circuit des Amériques 2015
Navigation
Édition précédente Édition suivante
Les 6 Heures du circuit des Amériques 2015 se déroulent dans le cadre du championnat du monde d'endurance FIA 2015, du 17 au 19 septembre 2015 sur le circuit des Amériques à Austin, Texas. Elles sont remportées par la Porsche 919 Hybrid du Porsche Team, pilotée par Timo Bernhard, Brendon Hartley et Mark Webber, qui partait en seconde position.

## Circuit

Le circuit des Amériques, cadre des 6 Heures du circuit des Amériques 2015.

Les 6 Heures du circuit des Amériques 2015 se déroulent sur le circuit des Amériques surnommé « circuit d'Austin » et situé dans le Texas. Il est composé de deux lignes droites, la plus longue du circuit se situant entre les virages no 11 et no 12. Elles sont séparées d'une part par un enchaînement de courbes rapides et d'autres part par quelques chicanes plus lente. Ce tracé est également marqué par un dénivelé important notamment au premier virage, et par le fait que certains de ces virages sont similaires à d'autres tracés.
Le circuit est connu pour accueillir la Formule 1 lors du Grand Prix automobile des États-Unis et la MotoGP lors du Grand Prix moto des Amériques.

## Qualifications
Voici le classement officiel au terme des qualifications. Les premiers de chaque catégorie sont signalés par un fond jaune.
| Position | Catégorie | Équipe                           | Temps          | Grille |
| -------- | --------- | -------------------------------- | -------------- | ------ |
| 1        | LMP1      | No. 18 Porsche Team              | 1 min 46 s 211 | 1      |
| 2        | LMP1      | No. 17 Porsche Team              | 1 min 46 s 375 | 2      |
| 3        | LMP1      | No. 8 Audi Sport Team Joest      | 1 min 47 s 538 | 3      |
| 4        | LMP1      | No. 7 Audi Sport Team Joest      | 1 min 47 s 898 | 4      |
| 5        | LMP1      | No. 1 Toyota Racing              | 1 min 48 s 990 | 5      |
| 6        | LMP1      | No. 2 Toyota Racing              | 1 min 49 s 176 | 6      |
| 7        | LMP1      | No. 12 Rebellion Racing          | 1 min 53 s 950 | 7      |
| 8        | LMP1      | No. 13 Rebellion Racing          | 1 min 54 s 506 | 8      |
| 9        | LMP1      | No. 4 Team ByKolles              | 1 min 55 s 794 | 9      |
| 10       | LMP2      | No. 26 G-Drive Racing            | 1 min 57 s 148 | 10     |
| 11       | LMP2      | No. 28 G-Drive Racing            | 1 min 57 s 474 | 11     |
| 12       | LMP2      | No. 30 Extreme Speed Motorsports | 1 min 57 s 621 | 12     |
| 13       | LMP2      | No. 43 Team SARD Morand          | 1 min 58 s 109 | 13     |
| 14       | LMP2      | No. 42 Strakka Racing            | 1 min 59 s 749 | 14     |
| 15       | LMP2      | No. 31 Extreme Speed Motorsports | 2 min 01 s 480 | 15     |
| 16       | LMGTE Pro | No. 99 Aston Martin Racing       | 2 min 05 s 872 | 18     |
| 17       | LMGTE Pro | No. 91 Porsche Team Manthey      | 2 min 06 s 134 | 19     |
| 18       | LMGTE Pro | No. 97 Aston Martin Racing       | 2 min 06 s 272 | 20     |
| 19       | LMGTE Pro | No. 95 Aston Martin Racing       | 2 min 06 s 294 | 21     |
| 20       | LMGTE Pro | No. 92 Porsche Team Manthey      | 2 min 06 s 363 | 22     |
| 21       | LMGTE Pro | No. 51 AF Corse                  | 2 min 06 s 786 | 23     |
| 22       | LMGTE Pro | No. 71 AF Corse                  | 2 min 06 s 975 | 24     |
| 23       | LMGTE Am  | No. 77 Dempsey Racing-Proton     | 2 min 08 s 085 | 25     |
| 24       | LMGTE Am  | No. 96 Aston Martin Racing       | 2 min 08 s 264 | 26     |
| 25       | LMGTE Am  | No. 83 AF Corse                  | 2 min 08 s 332 | 27     |
| 26       | LMGTE Am  | No. 98 Aston Martin Racing       | 2 min 08 s 440 | 28     |
| 27       | LMGTE Am  | No. 72 SMP Racing                | 2 min 08 s 442 | 29     |
| 28       | LMGTE Am  | No. 50 Larbre Compétition        | 2 min 08 s 802 | 30     |
| 29       | LMP2      | No. 36 Signatech Alpine          | 1 min 57 s 860 | 16     |
| –        | LMP2      | No. 47 KCMG                      | Pas de temps   | 17     |
| –        | LMGTE Am  | No. 88 Abu Dhabi-Proton Racing   | Pas de temps   | 31     |

Notes :

- Seul un pilote de la N°36 Signatech Alpine a signé un temps.
- La N°47 KCMG a été classée en fin de grille LMP2 pour avoir roulé dans le sens inverse du tracé.

## Résultats
Voici le classement officiel au terme de la course.
- Les vainqueurs de chaque catégorie sont signalés par un fond jaune.
- Pour la colonne « Pneus », il faut passer le curseur au-dessus du modèle pour connaître le manufacturier de pneumatiques.

| Position | Catégorie | n° | Équipe                    | Pilotes                                               | Châssis                        | Pneus | Tours |
| Position | Catégorie | n° | Équipe                    | Pilotes                                               | Moteur                         | Pneus | Tours |
| -------- | --------- | -- | ------------------------- | ----------------------------------------------------- | ------------------------------ | ----- | ----- |
| 1        | LMP1      | 17 | Porsche Team              | Timo Bernhard Brendon Hartley Mark Webber             | Porsche 919 Hybrid             | M     | 185   |
| 1        | LMP1      | 17 | Porsche Team              | Timo Bernhard Brendon Hartley Mark Webber             | Porsche 2.0 L Turbo V4         | M     | 185   |
| 2        | LMP1      | 7  | Audi Sport Team Joest     | André Lotterer Marcel Fässler Benoît Tréluyer         | Audi R18 e-tron quattro        | M     | 185   |
| 2        | LMP1      | 7  | Audi Sport Team Joest     | André Lotterer Marcel Fässler Benoît Tréluyer         | Audi TDI 4.0 L Turbo Diesel V6 | M     | 185   |
| 3        | LMP1      | 8  | Audi Sport Team Joest     | Loïc Duval Lucas di Grassi Oliver Jarvis              | Audi R18 e-tron quattro        | M     | 184   |
| 3        | LMP1      | 8  | Audi Sport Team Joest     | Loïc Duval Lucas di Grassi Oliver Jarvis              | Audi TDI 4.0 L Turbo Diesel V6 | M     | 184   |
| 4        | LMP1      | 1  | Toyota Racing             | Anthony Davidson Sébastien Buemi Kazuki Nakajima      | Toyota TS040 Hybrid            | M     | 183   |
| 4        | LMP1      | 1  | Toyota Racing             | Anthony Davidson Sébastien Buemi Kazuki Nakajima      | Toyota 3.7 L V8                | M     | 183   |
| 5        | LMP2      | 26 | G-Drive Racing            | Roman Rusinov Julien Canal Sam Bird                   | Ligier JS P2                   | D     | 170   |
| 5        | LMP2      | 26 | G-Drive Racing            | Roman Rusinov Julien Canal Sam Bird                   | Nissan VK45DE 4.5 L V8         | D     | 170   |
| 6        | LMP2      | 47 | KCMG                      | Matthew Howson Richard Bradley Nicolas Lapierre       | Oreca 05                       | D     | 170   |
| 6        | LMP2      | 47 | KCMG                      | Matthew Howson Richard Bradley Nicolas Lapierre       | Nissan VK45DE 4.5 L V8         | D     | 170   |
| 7        | LMP2      | 28 | G-Drive Racing            | Gustavo Yacamán Ricardo González Pipo Derani          | Ligier JS P2                   | D     | 169   |
| 7        | LMP2      | 28 | G-Drive Racing            | Gustavo Yacamán Ricardo González Pipo Derani          | Nissan VK45DE 4.5 L V8         | D     | 169   |
| 8        | LMP1      | 4  | Team ByKolles             | Simon Trummer Pierre Kaffer                           | CLM P1/01                      | M     | 169   |
| 8        | LMP1      | 4  | Team ByKolles             | Simon Trummer Pierre Kaffer                           | AER P60 2.4 L Turbo V6         | M     | 169   |
| 9        | LMP2      | 30 | Extreme Speed Motorsports | Scott Sharp Ryan Dalziel David Heinemeier Hansson     | Ligier JS P2                   | D     | 169   |
| 9        | LMP2      | 30 | Extreme Speed Motorsports | Scott Sharp Ryan Dalziel David Heinemeier Hansson     | Honda HR28TT 2.8 L Turbo V6    | D     | 169   |
| 10       | LMP2      | 43 | Team SARD Morand          | Oliver Webb Pierre Ragues Archie Hamilton             | Morgan LMP2 Evo                | D     | 169   |
| 10       | LMP2      | 43 | Team SARD Morand          | Oliver Webb Pierre Ragues Archie Hamilton             | SARD 3.6 L V8                  | D     | 169   |
| 11       | LMP2      | 36 | Signatech Alpine          | Nelson Panciatici Paul-Loup Chatin Vincent Capillaire | Alpine A450b                   | D     | 169   |
| 11       | LMP2      | 36 | Signatech Alpine          | Nelson Panciatici Paul-Loup Chatin Vincent Capillaire | Nissan VK45DE 4.5 L V8         | D     | 169   |
| 12       | LMP1      | 18 | Porsche Team              | Marc Lieb Romain Dumas Neel Jani                      | Porsche 919 Hybrid             | M     | 168   |
| 12       | LMP1      | 18 | Porsche Team              | Marc Lieb Romain Dumas Neel Jani                      | Porsche 2.0 L Turbo V4         | M     | 168   |
| 13       | LMP2      | 42 | Strakka Racing            | Nick Leventis Jonny Kane Danny Watts                  | Gibson 015S                    | D     | 166   |
| 13       | LMP2      | 42 | Strakka Racing            | Nick Leventis Jonny Kane Danny Watts                  | Nissan VK45DE 4.5 L V8         | D     | 166   |
| 14       | LMGTE Pro | 91 | Porsche Team Manthey      | Richard Lietz Michael Christensen                     | Porsche 911 RSR (991)          | M     | 162   |
| 14       | LMGTE Pro | 91 | Porsche Team Manthey      | Richard Lietz Michael Christensen                     | Porsche 4.0 L Flat-6           | M     | 162   |
| 15       | LMGTE Pro | 92 | Porsche Team Manthey      | Patrick Pilet Frédéric Makowiecki                     | Porsche 911 RSR (991)          | M     | 162   |
| 15       | LMGTE Pro | 92 | Porsche Team Manthey      | Patrick Pilet Frédéric Makowiecki                     | Porsche 4.0 L Flat-6           | M     | 162   |
| 16       | LMGTE Pro | 71 | AF Corse                  | Davide Rigon James Calado                             | Ferrari 458 Italia GT2         | M     | 162   |
| 16       | LMGTE Pro | 71 | AF Corse                  | Davide Rigon James Calado                             | Ferrari 4.5 L V8               | M     | 162   |
| 17       | LMGTE Pro | 99 | Aston Martin Racing V8    | Fernando Rees Alex MacDowall Richie Stanaway          | Aston Martin Vantage GTE       | M     | 161   |
| 17       | LMGTE Pro | 99 | Aston Martin Racing V8    | Fernando Rees Alex MacDowall Richie Stanaway          | Aston Martin 4.5 L V8          | M     | 161   |
| 18       | LMGTE Pro | 95 | Aston Martin Racing       | Christoffer Nygaard Marco Sørensen                    | Aston Martin Vantage GTE       | M     | 160   |
| 18       | LMGTE Pro | 95 | Aston Martin Racing       | Christoffer Nygaard Marco Sørensen                    | Aston Martin 4.5 L V8          | M     | 160   |
| 19       | LMGTE Pro | 97 | Aston Martin Racing       | Darren Turner Jonathan Adam                           | Aston Martin Vantage GTE       | M     | 160   |
| 19       | LMGTE Pro | 97 | Aston Martin Racing       | Darren Turner Jonathan Adam                           | Aston Martin 4.5 L V8          | M     | 160   |
| 20       | LMGTE Pro | 51 | AF Corse                  | Gianmaria Bruni Toni Vilander                         | Ferrari 458 Italia GT2         | M     | 160   |
| 20       | LMGTE Pro | 51 | AF Corse                  | Gianmaria Bruni Toni Vilander                         | Ferrari 4.5 L V8               | M     | 160   |
| 21       | LMGTE Am  | 72 | SMP Racing                | Viktor Shaytar Aleksey Basov Andrea Bertolini         | Ferrari 458 Italia GT2         | M     | 159   |
| 21       | LMGTE Am  | 72 | SMP Racing                | Viktor Shaytar Aleksey Basov Andrea Bertolini         | Ferrari 4.5 L V8               | M     | 159   |
| 22       | LMGTE Am  | 88 | Abu Dhabi-Proton Racing   | Christian Ried Earl Bamber Khaled Al Qubaisi          | Porsche 911 RSR (991)          | M     | 159   |
| 22       | LMGTE Am  | 88 | Abu Dhabi-Proton Racing   | Christian Ried Earl Bamber Khaled Al Qubaisi          | Porsche 4.0 L Flat-6           | M     | 159   |
| 23       | LMGTE Am  | 83 | AF Corse                  | François Perrodo Emmanuel Collard Rui Águas           | Ferrari 458 Italia GT2         | M     | 158   |
| 23       | LMGTE Am  | 83 | AF Corse                  | François Perrodo Emmanuel Collard Rui Águas           | Ferrari 4.5 L V8               | M     | 158   |
| 24       | LMGTE Am  | 77 | Dempsey Racing-Proton     | Patrick Dempsey Patrick Long Marco Seefried           | Porsche 911 RSR (991)          | M     | 158   |
| 24       | LMGTE Am  | 77 | Dempsey Racing-Proton     | Patrick Dempsey Patrick Long Marco Seefried           | Porsche 4.0 L Flat-6           | M     | 158   |
| 25       | LMGTE Am  | 98 | Aston Martin Racing       | Paul Dalla Lana Pedro Lamy Mathias Lauda              | Aston Martin V8 Vantage GTE    | M     | 158   |
| 25       | LMGTE Am  | 98 | Aston Martin Racing       | Paul Dalla Lana Pedro Lamy Mathias Lauda              | Aston Martin 4.5 L V8          | M     | 158   |
| 26       | LMGTE Am  | 96 | Aston Martin Racing       | Benny Simonsen Stuart Hall Francesco Castellacci      | Aston Martin V8 Vantage GTE    | M     | 158   |
| 26       | LMGTE Am  | 96 | Aston Martin Racing       | Benny Simonsen Stuart Hall Francesco Castellacci      | Aston Martin 4.5 L V8          | M     | 158   |
| 27       | LMGTE Am  | 50 | Larbre Compétition        | Gianluca Roda Paolo Ruberti Kristian Poulsen          | Chevrolet Corvette C7.R        | M     | 157   |
| 27       | LMGTE Am  | 50 | Larbre Compétition        | Gianluca Roda Paolo Ruberti Kristian Poulsen          | Chevrolet 5.5 L V8             | M     | 157   |
| 28       | LMP1      | 13 | Rebellion Racing          | Dominik Kraihamer Alexandre Imperatori Daniel Abt     | Rebellion R-One                | M     | 147   |
| 28       | LMP1      | 13 | Rebellion Racing          | Dominik Kraihamer Alexandre Imperatori Daniel Abt     | AER P60 2.4 L Turbo V6         | M     | 147   |
| 29       | LMP1      | 12 | Rebellion Racing          | Nicolas Prost Nick Heidfeld Mathias Beche             | Rebellion R-One                | M     | 147   |
| 29       | LMP1      | 12 | Rebellion Racing          | Nicolas Prost Nick Heidfeld Mathias Beche             | AER P60 2.4 L Turbo V6         | M     | 147   |
| Abd      | LMP1      | 2  | Toyota Racing             | Alexander Wurz Stéphane Sarrazin Mike Conway          | Toyota TS040 Hybrid            | M     | 89    |
| Abd      | LMP1      | 2  | Toyota Racing             | Alexander Wurz Stéphane Sarrazin Mike Conway          | Toyota 3.7 L V8                | M     | 89    |
| Abd      | LMP2      | 31 | Extreme Speed Motorsports | Ed Brown Johannes van Overbeek Jon Fogarty            | Ligier JS P2                   | D     | 54    |
| Abd      | LMP2      | 31 | Extreme Speed Motorsports | Ed Brown Johannes van Overbeek Jon Fogarty            | Honda HR28TT 2.8 L Turbo V6    | D     | 54    |